# Licia Boudersa
Licia Boudersa, née le 28 juillet 1992 à Lille (Nord), est une boxeuse française évoluant dans les catégories des poids plumes et super-plumes en boxe anglaise. Elle devient championne de France en 2016, championne d’Europe EBU en 2017, et décroche deux ceintures internationales avec le titre de championne WBF en 2018 et IBO en 2019.

## Carrière
Originaire du quartier des Bois Blancs à Lille, elle s’initie à la boxe en loisir dès l’âge de douze ans dans une salle de sport de son quartier. En 2010, alors âgée de 17 ans, elle se fait remarquer par Hocine Soufi. C’est ainsi qu'elle commence sa carrière dans le monde de la boxe. Étant une femme dans un milieu majoritairement masculin, Licia Boudersa a dû faire ses preuves pour se faire une place.
Elle commence sa carrière professionnelle en boxe anglaise le 25 avril 2015 par une victoire aux points contre la Serbe Semra Bogucanin.

### Championnat de France
Licia décroche son premier titre national le 30 avril 2016 par décision unanime contre Élodie Bouchlaka au Palais des Sports Saint-Sauveur de Lille. 

### Championnat d’Europe
En 2017, elle devient championne d’Europe EBU en battant Ericka Rousseau par décision unanime. 

### Titres internationaux
Elle remporta sa première ceinture internationale WBF dans la catégorie des super-plumes en 2018, après sa victoire contre la Bosnienne Hasna Tukic par arrêt de l’arbitre au septième round. Elle défend son titre le 28 mars 2019 face à la Mexicaine Marisol Corona par décision unanime puis le conserve devant son public au Zenith de Lille. Elle décroche un nouveau titre IBO dans la catégorie des poids-plumes le 28 septembre 2019 aux dépens de Laura Soledad Griffa.

## Engagement politique
Licia Boudersa apporte son soutien à Martine Aubry pendant la campagne des municipales de 2020,.